# EBEL-YoungStar
Der EBEL-YoungStar ist eine Auszeichnung der österreichischen Eishockey-Liga für den besten Jungprofi des Monats bzw. des Jahres. Der Award wird seit der Saison 2006/07 vergeben. Während der Spielzeit werden jeden Monat von den Sky-Experten Gary Venner und Kurt Harand fünf bis zehn Spieler der Altersklasse U-22 für die Wahl nominiert, wobei Mehrfachnennungen innerhalb einer Saison möglich sind. Anschließend haben die Fans die Möglichkeit, ihre Stimme abzugeben.
Die jeweiligen Monatssieger werden zu Saisonende für die Wahl zum EBEL-YoungStar des Jahres nominiert, die ebenfalls von den Fans entschieden wird. Diesen Titel konnten bisher Philipp Pinter (EC Red Bull Salzburg),  Johannes Kirisits, Thomas Hundertpfund, Markus Pirmann (alle drei Klagenfurter AC), John Hughes (HDD Olimpija Ljubljana), Mario Seidl, Patrick Peter (beide Vienna Capitals), Daniel Pastl (EHC Linz), Radek Číp und Libor Šulák (beide Orli Znojmo) erringen.
Die Sieger der Wahlen werden jeweils im Rahmen einer Live-Übertragung durch Sky offiziell geehrt und erhalten zudem kleine Sachpreise.

## Saison 2006/07
EBEL-YoungStar des Jahres 2007
| Rang | Spieler                        | Prozent | Stimmen |
| ---- | ------------------------------ | ------- | ------- |
| 1    | Philipp Pinter (Stürmer)       | 45,11 % | 14.017  |
| 2    | Martin Grabher-Meier (Stürmer) | 33,85 % | 10.518  |
| 3    | Daniel Oberkofler (Stürmer)    | 11,68 % | 3.629   |
| 4    | Alexander Höller (Stürmer)     | 6,19 %  | 1.924   |
| 5    | Manuel Latusa (Stürmer)        | 3,17 %  | 985     |

## Saison 2007/08

### Monatsergebnisse
| Monat    | Sieger                          | Prozent/Stimmen | Nominierte |
| -------- | ------------------------------- | --------------- | --- |
| Oktober  | Zoltán Hetényi (Torhüter)       | 34,34 %, 3.731  | Christian Dolezal (Stürmer, 32,06 %, 3.483) Youssef Riener (Verteidiger, 19,29 %, 2.096) Martin Mairitsch (Stürmer, 8,93 %, 970) Žiga Pavlin (Verteidiger, 5,38 %, 584)           |
| November | Lukas Friedl (Stürmer)          | 39,82 %, 7.837  | András Benk (Stürmer, 35,11 %, 6.910) David Slivnik (Verteidiger, 13,44 %, 2.645) Gerald Kastner (Torhüter, 6,42 %, 1.263) Sabahudin Kovačevič (Verteidiger, 5,20 %, 1.024)       |
| Dezember | Paul Schellander (Stürmer)      | 48,88 %, 4.606  | István Sofron (Stürmer, 28,48 %, 2.684) Martin Mairitsch (Stürmer, 10,89 %, 1.026) Thomas Raffl (Stürmer, 8,35 %, 787) Rok Jakopič (Stürmer, 3,40 %, 320)                         |
| Jänner   | Johannes Kirisits (Verteidiger) | 35,94 %, 5.299  | Mario Altmann (Verteidiger, 24,72 %, 3.644) Guntis Galviņš (Verteidiger, 16,85 %, 2.484) Daniel Oberkofler (Stürmer, 14,84 %, 2.188) Viktor Lindgren (Verteidiger, 7,64 %, 1.127) |
| Februar  | Christoph Ibounig (Stürmer)     | 43,62 %, 3.319  | Daniel Oberkofler (Stürmer, 26,72 %, 2.033) Andreas Reisinger (Stürmer, 24,38 %, 1.855) Michael Raffl (Stürmer, 3,56 %, 271) Žiga Pavlin (Verteidiger, 1,72 %, 131)               |

### EBEL-YoungStar des Jahres 2008
| Rang | Spieler                         | Prozent/Stimmen |
| ---- | ------------------------------- | --------------- |
| 1    | Johannes Kirisits (Verteidiger) | 37,64 %, 7.322  |
| 2    | Lukas Friedl (Stürmer)          | 33,32 %, 6.482  |
| 3    | Christoph Ibounig (Stürmer)     | 12,75 %, 2.480  |
| 4    | Zoltán Hetényi (Torhüter)       | 12,41 %, 2.415  |
| 5    | Paul Schellander (Stürmer)      | 3,88 %, 755     |

## Saison 2008/09

### Monatsergebnisse
| Monat    | Sieger                        | Prozent/Stimmen  | Nominierte |
| -------- | ----------------------------- | ---------------- | --- |
| Oktober  | Miha Brus (Stürmer)           | 31, 96 %, 4. 329 | Andreas Kristler (Stürmer, 27, 78 %, 3. 763) Fabian Weinhandl (Torhüter, 17, 96 %, 2. 433) Raphael Herburger (Stürmer, 12, 10 %, 1. 639) Martin Ulmer (Stürmer, 6, 01 %, 814) René Swette (Torhüter, 4, 18 %, 566) |
| November | Thomas Hundertpfund (Stürmer) | 35, 87 %, 4. 424 | Žiga Jeglič (Stürmer, 32, 21 %, 3. 972) Rafael Rotter (Stürmer, 14, 85 %, 1. 832) Žiga Pance (Stürmer, 9, 15 %, 1. 128) John Hughes (Stürmer, 4, 57 %, 564) Thomas Raffl (Stürmer, 3, 35 %, 413)                   |
| Dezember | Michael Schiechl (Stürmer)    | 34, 01 %, 6. 275 | Bernhard Starkbaum (Torhüter, 31, 04 %, 5. 727) Aleš Sila (Torhüter, 17, 61 %, 3. 249) René Swette (Torhüter, 16, 02 %, 2. 955) Daniel Woger (Stürmer, 1, 33 %, 245)                                               |
| Jänner   | Gergő Nagy (Stürmer)          | 56, 42 %, 7. 180 | Sabahudin Kovačevič (Verteidiger, 21, 51 %, 2. 737) Stefan Geier (Stürmer, 10, 52 %, 1. 339) Thomas Höneckl (Torhüter, 6, 33 %, 805) Stefan Bacher (Verteidiger, 5, 23 %, 665)                                     |
| Februar  | Paul Schellander (Stürmer)    | 38, 46 %, 4. 520 | Rok Jakopič (Stürmer, 37, 82 %, 4. 445) John Hughes (Stürmer, 9, 09 %, 1. 068) Mario Altmann (Verteidiger, 8, 48 %, 997) Michael Raffl (Stürmer, 6, 14 %, 722)                                                     |

### EBEL-YoungStar des Jahres 2009
| Rang | Spieler                       | Prozent/Stimmen |
| ---- | ----------------------------- | --------------- |
| 1    | Thomas Hundertpfund (Stürmer) | 45,91 %, 17.274 |
| 2    | Gergő Nagy (Stürmer)          | 27,39 %, 10.306 |
| 3    | Michael Schiechl (Stürmer)    | 16,15 %, 6.077  |
| 4    | Miha Brus (Stürmer)           | 8,07 %, 3.036   |
| 5    | Paul Schellander (Stürmer)    | 2,47 %, 931     |

## Saison 2009/10

### Monatsergebnisse
| Monat     | Sieger                        | Prozent/Stimmen   | Nominierte |
| --------- | ----------------------------- | ----------------- | --- |
| September | Fabian Weinhandl (Torhüter)   | 46, 68 %, 3. 897  | István Sofron (Stürmer, 25, 73 %, 2. 148) Rok Tičar (Stürmer, 18, 35 %, 1. 532) Michael Raffl (Stürmer, 5, 23 %, 437) Andreas Kristler (Stürmer, 2, 01 %, 168) Robert Lembacher (Verteidiger, 1, 99 %, 166)                                               |
| Oktober   | Boštjan Goličič (Stürmer)     | 37, 38 %, 9. 715  | Zoltán Hetényi (Torhüter, 35, 71 %, 9. 280) Daniel Oberkofler (Stürmer, 9, 25 %, 2. 404) Rafael Rotter (Stürmer, 8, 57 %, 2. 227) René Swette (Torhüter, 4, 33 %, 1. 125) Ziga Grahut (Verteidiger, 4, 27 %, 1. 110) Martin Ulmer (Stürmer, 0, 50 %, 129) |
| November  | Aleš Sila (Torhüter)          | 45, 95 %, 20. 533 | Markus Pirmann (Stürmer, 45, 94 %, 20. 530) Gergő Nagy (Stürmer, 4, 95 %, 2. 212) Michael Schiechl (Stürmer, 1, 16 %, 520) Daniel Woger (Stürmer, 1, 11 %, 497) Christoph Draschkowitz (Stürmer, 0, 89 %, 396)                                            |
| Dezember  | Martin Schumnig (Verteidiger) | 57, 35 %, 15. 958 | István Sofron (Stürmer, 39, 06 %, 10. 869) Wilhelm Lanz (Verteidiger, 2, 40 %, 668) Michael Raffl (Stürmer, 0, 68 %, 189) Markus Schlacher (Stürmer, 0, 33 %, 91) Benjamin Petrik (Stürmer, 0, 18 %, 51)                                                  |
| Jänner    | Žiga Pance (Stürmer)          | 49, 69 %, 12. 528 | Sašo Rajsar (Stürmer, 22, 73 %, 5. 731) Alexander Pallestrang (Verteidiger, 10, 56 %, 2. 662) Dániel Kóger (Stürmer, 6, 74 %, 1. 699) Žiga Jeglič (Stürmer, 5, 29 %, 1. 334) Dominique Heinrich (Stürmer, 4, 99 %, 1. 257)                                |
| Februar   | Dominik Kanaet (Stürmer)      | 42, 72 %, 3. 559  | Rafael Rotter (Stürmer, 30, 13 %, 2. 510) Markus Pöck (Stürmer, 15, 52 %, 1. 293) Dávid Jobb (Verteidiger, 6, 79 %, 566) Andreas Kristler (2, 77 %, 231) Kevin Puschnik (Stürmer, 2, 06 %, 172)                                                           |

### EBEL-YoungStar des Jahres 2010
| Rang | Spieler                       | Prozent/Stimmen |
| ---- | ----------------------------- | --------------- |
| 1    | Markus Pirmann (Stürmer)      | 57,88 %, 41.357 |
| 2    | Žiga Pance (Stürmer)          | 36,47 %, 26.057 |
| 3    | Dominik Kanaet (Stürmer)      | 3,59 %, 2.567   |
| 4    | Fabian Weinhandl (Torhüter)   | 1,38 %, 986     |
| 5    | Martin Schumnig (Verteidiger) | 0,52 %, 373     |
| 6    | Boštjan Goličič (Stürmer)     | 0,09 %, 63      |
| 7    | Aleš Sila (Torhüter)          | 0,07 %, 53      |

## Saison 2010/11
Mit der Saison 2010/11 übernahm die Firma Crocs das Sponsoring der YoungStar-Wahl.

### Monatsergebnisse
| Monat     | Sieger                  | Prozent/Stimmen | Nominierte |
| --------- | ----------------------- | --------------- | --- |
| September | István Sofron (Stürmer) | 56,61 %, 10.145 | Rok Tičar (Stürmer, 22,67 %, 4.063) Marco Brucker (Stürmer, 14,93 %, 2.676) Martin Schumnig (Verteidiger, 2,98 %, 534) Andreas Kristler (Stürmer, 2,80 %, 502)     |
| Oktober   | Žiga Pance (Stürmer)    | 79,85 %, 21.920 | Robert Sabolič (Stürmer, 10,79 %, 2.961) Florian Mühlstein (Verteidiger, 3,95 %, 1.083) René Swette (Torhüter, 3,91 %, 1.073) Michael Raffl (Stürmer, 1,51 %, 414) |
| November  | Stefan Bacher (Stürmer) | 38,04 %, 7.784  | John Hughes (Stürmer, 35,68 %, 7.300) Raphael Herburger (Stürmer, 14,67 %, 3.001) Žiga Jeglič (Stürmer, 7,57 %, 1.548) Daniel Oberkofler (Stürmer, 4,05 %, 828)    |
| Dezember  | Rok Tičar               | 70,09 %, 6.002  | Zoltán Hetényi (Torhüter, 15,48 %, 1.324) Fabio Hofer (Stürmer, 6,88 %, 588) Manuel Ganahl (Stürmer, 4,54 %, 388) Christof Martinz (Stürmer, 2,91 %, 249)          |
| Jänner    | John Hughes             | 43,98 %, 3.666  | Borna Rendulić (Stürmer, 18,68 %, 1.557) Martin Ulmer (Stürmer, 16,22 %, 1.352) Michael Raffl (Stürmer, 13,80 %, 1.150) Manuel Geier (Stürmer, 7,32 %, 610)        |
| Februar   | Daniel Oberkofler       | 35,21 %, 7.318  | Bence Bálizs (Torhüter, 31,32 %, 6.510) Žiga Jeglič (Stürmer, 30,73 %, 6.387) Robert Sabolič (Stürmer, 1,81 %, 376) Peter Schweda (Stürmer, 0,92 %, 192)           |

### EBEL-YoungStar des Jahres 2011
| Rang | Spieler                     | Prozent/Stimmen |
| ---- | --------------------------- | --------------- |
| 1    | John Hughes (Stürmer)       | 37,30 %, 6.981  |
| 2    | Žiga Pance (Stürmer)        | 25,48 %, 4.768  |
| 3    | Daniel Oberkofler (Stürmer) | 22,15 %, 4.145  |
| 4    | Rok Tičar (Stürmer)         | 8,29 %, 1.552   |
| 5    | István Sofron (Stürmer)     | 3,51 %, 657     |
| 6    | Stefan Bacher (Stürmer)     | 3,26 %, 611     |

## Saison 2011/12
Mit der Saison 2011/12 übernahm die Firma Eisner Auto das Sponsoring der YoungStar-Wahl.

### Monatsergebnisse
| Monat     | Sieger              | Prozent/Stimmen | Nominierte |
| --------- | ------------------- | --------------- | --- |
| September | Anže Ropret         | 50,57 %, 3.653  | Gergő Nagy (Stürmer, 32,83 %, 2.371) Mario Fischer (Stürmer, 8,96 %, 647) Raphael Herburger (Stürmer, 5,76 %, 416) Jan Lattner (Stürmer, 1,88 %, 136)          |
| Oktober   | Patrick Spannring   | 46,90 %, 2.288  | Erik Pance (Stürmer, 37,82 %, 1.845) Filip Gunnarson (Stürmer, 8,82 %, 430) Filip Landsman (Torhüter, 3,79 %, 185) Ryan Kavanagh (Stürmer, 2,67 %, 130)        |
| November  | Gal Koren           | 49,21 %, 4.795  | Anže Kuralt (Stürmer, 41,08 %, 4.002) Sergei Smirnov (Stürmer, 4,11 %, 400) Dominique Heinrich (Stürmer, 3,16 %, 308) Raphael Herburger (Stürmer, 2,44 %, 238) |
| Dezember  | Daniel Mitterdorfer | 51,44 %, 6.316  | Jan Bercic (Stürmer, 38,21 %, 4.691) Adam Havlik (Stürmer, 8,12 %, 997) Nikolaus Hartl (Stürmer, 1,29 %, 159) Andreas Kristler (Stürmer, 0,94 %, 115)          |
| Jänner    | Fabian Scholz       | 56,47 %, 6.384  | Michael Schiechl (Stürmer, 18,61 %, 2104) Bence Bálizs (Torhüter, 13,31 %, 1505) Ken Ograjenšek (Stürmer, 8,10 %, 916) Jure Dolinsek (Stürmer, 3,51 %, 397)    |
| Februar   |                     |                 | |

### EBEL-YoungStar des Jahres 2012
| Rang | Spieler             | Prozent | Stimmen |
| ---- | ------------------- | ------- | ------- |
| 1    | Mario Seidl         | 49,47 % | 14.001  |
| 2    | Patrick Spannring   | 39,44 % | 11.162  |
| 3    | Gal Koren           | 08,03 % | 02.272  |
| 4.   | Anže Ropret         | 01,84 % | 0522    |
| 5    | Daniel Mitterdorfer | 00,77 % | 0219    |
| 6    | Fabian Scholz       | 00,45 % | 0127    |

## Saison 2012/13
EBEL-YoungStarPatrick Peter

## Saison 2013/14
EBEL-YoungStarDaniel Pastl

## Saison 2014/15

### EBEL-YoungStar des Jahres 2015
| Rang | Spieler                                   | Punkte |
| ---- | ----------------------------------------- | ------ |
| 1    | Radek Číp (HC Orli Znojmo)                | 11     |
| 2    | Konstantin Komarek (EC Red Bull Salzburg) | 11     |
| 3    | David Kickert (UPC Vienna Capitals)       | 9      |
| 4    | Arnold Varga (Fehervar AV19)              | 7      |
| 5    | David Madlener (Dornbirner EC)            | 4      |
| 6    | Daniel Ban (EC-KAC)                       | 3      |

## Saison 2015/16

### Monatsergebnisse
| Monat     | Sieger                | Punkte | Nominierte                                                                  |
| --------- | --------------------- | ------ | --------------------------------------------------------------------------- |
| September | Libor Šulák           | 13     | Steven Strong 11 Daniel Natter 9 David Planko 8 Péter Vincze 7              |
| Oktober   | Nik Pem               | 13     | Julian Großlercher 10 Tamás Sárpátki 8 Peter Hochkofler 8 Valentin Leiler 7 |
| November  | Lukas Herzog          | 12     | Alexander Jeitziner 10 David Kickert 9 Alexander Cijan 9 Fabio Schramm 5    |
| Dezember  | Tamás Sárpátki        | 13     | Adis Alagić 13 Bernhard Fechtig 7 Gregor Koblar 7 Florian Baltram 6         |
| Januar    | Alexander Rauchenwald | 12     | Daniel Natter 11 Jure Sotlar 10 Stefan Gaffal 9 David Kreuter 3             |
| Februar   | Christof Kromp        | 11     | Oliver Achermann 10 Thomas Vallant 9 Daniel Frank 8 Luka Gračnar 7          |

### EBEL-YoungStar des Jahres 2016
| Rang | Spieler               | Punkte |
| ---- | --------------------- | ------ |
| 1    | Libor Šulák           | 11     |
| 2    | Alexander Rauchenwald | 9      |
| 3    | Tamás Sárpátki        | 8*     |
| 4    | Nik Pem               | 8*     |
| 5    | Christof Kromp        | 8*     |
| 6    | Lukas Herzog          | 2      |

- Bei Punktegleichheit entschied die Fanwahl

## 2016/17

### Monatsergebnisse
- Bei Punktegleichheit entschied die Fanwahl

| Monat     | Sieger                 | Punkte | Nominierte                                                                    |
| --------- | ---------------------- | ------ | ----------------------------------------------------------------------------- |
| September | Mario Huber            | 12     | Erik Kirchschläger 10 Felix Maxa 9 Layne Viveiros 8 Csanád Erdély 6           |
| Oktober   | Stefan Gaffal          | 12     | Benjamin Lanzinger 10 Johannes Bischofberger 10 Dominic Hackl 7 Adis Alagić 7 |
| November  | Sascha Bauer           | 11     | Christof Kromp 11 Miha Zajc 9 Daniel Frank 8 Philipp Lindner 7                |
| Dezember  | David Kickert          | 14     | Oliver Achermann 11 Zintis-Nauris Zuševics 7 Csanád Erdély 7 Daniel Glira 6   |
| Januar    | Johannes Bischofberger | 14     | Layne Viveiros 9 Štěpán Csamangó 8 Aljaz Uduc 8 Zintis-Nauris Zuševics 8      |
| Februar   | Christoph Duller       | 12     | Zintis-Nauris Zuševics 12 Daniel Frank 8 Peter Hochkofler 8 Dominic Haberl 6  |

### EBEL-YoungStar des Jahres 2017
| Rang | Spieler                | Punkte |
| ---- | ---------------------- | ------ |
| 1    | David Kickert          | 10*    |
| 2    | Mario Huber            | 10*    |
| 3    | Sascha Bauer           | 7*     |
| 4    | Johannes Bischofberger | 7*     |
| 5    | Stefan Gaffal          | 6      |
| 6    | Christoph Duller       | 5      |

- Bei Punktegleichheit entschied die Fanwahl

## 2017/18

### Monatsergebnisse
- Bei Punktegleichheit entschied die Fanwahl

| Monat     | Sieger             | Punkte | Nominierte                                                            |
| --------- | ------------------ | ------ | --------------------------------------------------------------------- |
| September | Dennis Teschauer   | 13     | Vilim Rosandić 10 Csanád Erdély 9 Valentin Leiler 9 Philipp Lindner 7 |
| Oktober   | Marco Richter      | 12     | Sam Antonitsch 11 Gerd Kragl 10 Henrik Neubauer 7 Max Zimmermann 6    |
| November  | Erik Kirchschläger | 14     | Ramón Schnetzer 11 Ali Wukovits 8 Lukas Kainz 7 Tomáš Guman 6         |
| Dezember  | Vilim Rosandić     | 12     | Dario Winkler 10 Áron Reisz 10 Clemens Paulweber 10 Josef Zajíc 4     |
| Jänner    | Ali Wukovits       | 13     | Lukas Bär 12 Adam Deutsch 10 Raphael Wolf 5 Philipp Kreuzer 5         |
| Februar   | Csanád Erdély      | 12     | Valentin Leiler 12 Ivan Janković 8 Philipp Lindner 8 Thomas Vallant 6 |

### EBEL-YoungStar des Jahres 2018
| Rang | Spieler            | Punkte |
| ---- | ------------------ | ------ |
| 1    | Erik Kirchschläger | 13     |
| 2    | Csanád Erdély      | 11     |
| 3    | Vilim Rosandić     | 10     |
| 4    | Marco Richter      | 6*     |
| 5    | Ali Wukovits       | 6*     |
| 6    | Dennis Teschauer   | 3      |

- Bei Punktegleichheit entschied die Fanwahl

## 2018/19

### Monatsergebnisse
- Bei Punktegleichheit entschied die Fanwahl

| Monat    | Sieger                   | Punkte | Nominierte                                                                                                  |
| -------- | ------------------------ | ------ | --- |
| Oktober  | Dario Winkler (Salzburg) | 14     | Bence Stipsicz (Fehérvár) 11 Benjamin Nissner (Wien) 11 Tomáš Guman (Znojmo) 6 Daniel Wachter (Innsbruck) 5 |
| November | Felix Maxa (Villach)     | 13     | Donát Szita (Fehérvár) 10 Nico Feldner (Salzburg) 9 Daniel Wachter (Innsbruck) 8 Moritz Matzka (Linz) 7     |
| Dezember | Bernd Wolf (Villach)     | 12     | Ivan Deluca (Bozen) 11 Moritz Matzka (Linz) 9 Philipp Pöschmann (Dornbirn) 7 Vladimir Oscadal (Znojmo) 6    |
| Jänner   | Benjamin Nissner (Wien)  | 14     | Florian Baltram (Salzburg) 9 Jan Bulin (Znojmo) 8 Christof Kromp (Villach) 8 Henrik Neubauer (Dornbirn) 6   |